# Hadjina carcaroda
Hadjina carcaroda là một loài bướm đêm trong họ Noctuidae.